# Chadormalu Sports Club
El Chadormalu Sports Club (en persa: شرکت ورزشی چادرملو) es un club de fútbol iraní de la ciudad de Ardakan en la provincia de Yazd, que compite en la Liga Profesional del Golfo Pérsico, la primera división de Irán.

## Historia
El club se fundó en diciembre de 2021 en Ardakan con las secciones de voleibol, esgrima, atletismo y bádminton. En 2022, inauguró la sección de fútbol playa. En julio de 2022, tras alcanzar un acuerdo con la franquicia del Qashqai FC, compró los derechos del club y lo sustituyó en la Liga Azadegan, después de que el Qashqai no encontrara inversor y acabara disolviéndose. En la temporada 2022-2023, debutó en la Liga Azadegan con un empate a 1-1 contra el Arman Gohar y terminó la liga en séptimo lugar; su último partido fue contra el Shaheen Bandar Ameri, con derrota por 1-0. En la Copa Hazfi, el club ganó la tercera ronda de clasificación con una victoria por 2-0 contra el Khalij Fars Mahshahr, pero fue eliminado en la cuarta ronda por el Havadar con una derrota por 1-0.
En la temporada 2023-2024, el club logró pasar a cuartos de final de la Copa Hazfi al vencer al Mes Kerman por 5-3 en la tanda de penaltis tras empatar 1-1 en el tiempo reglamentario. Sin embargo, fue eliminado en cuartos de final tras perder 1-0 contra el Aluminium Arak, con un gol en el penúltimo minuto de la prórroga. Ese mismo año, el equipo consiguió por primera vez el ascenso a la Liga Profesional del Golfo Pérsico -convirtiéndose en el primer equipo que representaba a la provincia de Yazd después de 18 años- tras vencer por 1-0 al Darya Babol en su estadio ante 15 000 aficionados, finalizando el campeonato en segunda posición. El último club que representó a Yazd en la máxima categoría nacional fue el Shahid Ghandi, que participó en la temporada 2005-2006.

## Estadio
El Chadormelu juega sus partidos en el estadio Shahid Nassiri de Yazd, con capacidad para 15 000 aficionados, que en el pasado albergó al equipo Shahid Ghandi. Sin embargo, tras ascender a la primera división nacional en 2024, debido a problemas con las instalaciones y la estructura del estadio, se ha informado de que el club no podrá utilizarlo hasta que se resuelvan. Según el director general del club, Ali Atai, "tras las visitas de los representantes de la organización de la liga, se han encontrado algunos problemas y hemos pedido a la federación y a la organización de la liga que den prioridad a estos problemas para poder solucionarlos y acoger el comienzo de la Premier League. (...) La empresa Chadormelu debe cubrir parte de los costes de reparación y el gobierno de la provincia cubrirá otra parte". En agosto del mismo año, se informó que se había acelerado el proceso de reparación del estadio con la "ayuda activa" del gobierno local, con una inversión de 110 millones de tomanes iraníes, y que se esperaba que a mediados de temporada el estadio estuviera libre para albergar del equipo en la primera división.
En su primera temporada de actividad, el club jugó sus dos primeras jornadas en el estadio Yadgar Hazrat Imam de la provincia de Qom debido a problemas con el césped y los vestuarios, pero a partir de la tercera jornada el club recibió permiso de la organización de la liga para disputar sus partidos en su estadio oficial.

## Jugadores extranjeros
- Matheusinho (2024–presente)[25]
- Wallace (2024–presente)[26]
- Alaa Al-Dali (2024–presente)[27]

## Entrenadores
- Saeed Akhbari (julio de 2022–presente)[2]